# 卢湾越剧团
卢湾越剧团是中国上海的一个越剧演出团体，成立于1979年3月，为上海市主要越剧剧团之一。卢湾越剧团的前身为少壮越剧团，为民国时期著名越剧团。

## 历史
1947年8月，少壮剧团成立于上海。当时的主要演员有陆锦花、王文娟、张茵、张云霞等。此时的剧目有《珍珠塔》、《国仇家恨》等。
1954年，张云霞担任该团团长。此时主要演员有张云霞、李忠萍、张小巧等。
文革时，剧团解散。此时剧目有《辕门斩女》、《李翠英》等。
1979年3月，以原少壮越剧团为基础，建立卢湾越剧团，张云霞担任团长。

## 艺术作品
该剧团代表作有越剧《春草》、《貂蝉》、《李翠英》、《沉香扇》、《真假太子》，《游龙飞凤》等。